# Teofil Kaczorowski
Teofil Wawrzyniec Kaczorowski (ur. 11 sierpnia 1830 w Barbarce, zm. 31 marca 1889 w Poznaniu) − polski lekarz internista.
Urodził się jako syn Józefa i Agnieszki ze Steinrunnów. Nauki początkowe pobierał w domu, a następnie uczył się w gimnazjum w Chełmnie. W 1848 zapisał się na studia lekarskie w Akademii w Greifswaldzie, wiosną 1850 przeniósł się na Uniwersytet Albrechta w Królewcu. W 1853 uzyskał doktorat na Uniwersytecie w Berlinie. Mieszkał w Poznaniu. Od 1865 przez ponad 20 lat był kierownikiem oddziału chorób wewnętrznych Szpitala Przemienienia, w którym prowadził działalność naukowo-medyczno-badawczą. W 1874 roku został tytularnym radcą zdrowia. Jako pierwszy sformułował teorię zakażenia organizmu na skutek złego stanu zębów. Teorię tę potwierdzili 20 lat później angielscy uczeni. Był jednym z inicjatorów leczenia gruźlicy w sanatorium. Jest autorem 92 publikacji naukowych.